# BUBBLEGUM
BUBBLEGUM（バブルガム）は2002年8月に結成された日本のスリーピースガールズバンド。沖縄県石垣市出身。2006年、メジャー・デビュー、2009年に活動を休止。

## 概要・来歴
2002年8月15日に結成し活動を開始。
メンバー全員が沖縄県石垣市出身。
進学と同時に石垣島を離れ、活動拠点を石垣島→沖縄本島→東京へと移していった。
2006年には、メジャーレコード会社と契約(Mini Album 1枚、Single 2枚をリリース)
2007年11月に所属事務所・レコード会社との専属契約を解除。
2009年3月7日、渋谷デセオでのライブをもって活動を休止。

## メンバー
全員が沖縄県石垣市出身の同級生。
- サヤカ、川満さやか（1984年10月8日 - ）
  - ボーカル、ギター。
  - 現在、カワミツサヤカ名義でソロ活動中。
- ユウ、平地優（1984年12月4日 - ）
  - ベース、コーラス担当。
- キネ、安里希音（1984年12月7日 - ）
  - ドラムス、ボーカル担当。

## 作品

### シングル
1. 赤花 （2006年7月26日）
  1. 赤花
  2. 忘れな草
  3. Shake Shake Shake
2. ACROSS THE ROAD （2007年5月2日）
  1. ACROSS THE ROAD
    - 日本トランスオーシャン航空CMソング[1][2]

  2. SUNRISE　・テレビ東京「朝はビタミン!」OPソング
  3. 声
3. 戦争の唄/last stage （2008年7月1日）
  1. 戦争の唄
  2. last stage
  3. 戦争の唄promotion video
4. 愛する人よ （2009年3月7日）
  1. 愛する人よ
  2. SE
  3. 天ヌグリ（新録音）
  4. 赤花（新録音）
  5. 愛する人よ　～acoustic ver.～

### アルバム

#### ミニアルバム
1. step3paces （2004年9月）
  1. 桜の道
  2. your song
  3. UNION JACK
  4. 五月雨
  5. Twist Night
  6. 僕達を繋ぐモノ
2. sky （2006年4月26日）
  1. メスC♀RE
  2. BEST MY SHOES
  3. この星空の下で…
  4. Shake Shake Shake
  5. crescent moon
  6. sky blue
  7. 天ヌグリ 〜野底マーペー・満天の星空の下から〜
3. 一心～ヒトゴコロ～ （2008年8月20日）
  1. 凛
  2. 茜色の街角
  3. 幸せの形
  4. コスモス
  5. 陽炎
  6. 戦争の唄

#### 自主制作
1. CHERRY BLOSSOM ROAD （2003年4月）
  1. 大切なモノ
  2. Twist Night
  3. RED
  4. 桜の道
  5. HOW ARE YOU!?
  6. 五月雨 (アコースティックバージョン)

#### 参加オムニバス作品
1. LET'S BEGIN! 〜オモトタケオソングス〜 （2003年2月）
  - M-6「竹富島で会いましょう」で参加。
2. 百花繚乱2 （2004年10月）
  - M-13「Your song」で参加。